# Crazy Ex-Girlfriend
Crazy Ex-Girlfriend – amerykański serial telewizyjny (komediodramat) wyprodukowany przez CBS Television Studios. Twórczyniami serialu są Aline Brosh McKenna oraz Rachel Bloom, która jednocześnie wcieliła się w postać Rebecki Bunch, tytułowej crazy ex-girlfriend. Serial był emitowany od 12 października 2015 roku do 5 kwietnia 2019 roku przez The CW.

## Fabuła
Serial skupia się na Rebecce Bunch, która pracuje w renomowanej kancelarii. Pewnego dnia postanawia rzucić pracę, sprzedać mieszkanie na Manhattanie i przeprowadzić się do West Covina w Kalifornii. Nowym celem życiowym Rebeki jest znalezienie prawdziwej miłości.

## Obsada

### Główna
- Rachel Bloom jako Rebecca Bunch[3]
- Santino Fontana jako Greg Serrano[3]
- Donna Lynne Champlin jako Paula Proctor[3]
- Vincent Rodriguez III jako Josh Chan[3]
- Vella Lowell jako Heather Patel[4]
- Pete Gardner jako Darryl Whitefeather[4]
- Gabrielle Ruiz jako Valencia Perez[5]

### Drugoplanowe
- Dr Phil[6]

## Odcinki
| Sezon | Sezon | Odcinki | Oryginalna emisja The CW | Oryginalna emisja The CW | Oryginalna emisja | Oryginalna emisja | Oryginalna emisja |
| Sezon | Sezon | Odcinki | Premiera sezonu          | Finał sezonu             | Premiera sezonu   | Finał sezonu      |                   |
| ----- | ----- | ------- | ------------------------ | ------------------------ | ----------------- | ----------------- | ----------------- |
|       | 1     | 18      | 12 października 2015     | 18 kwietnia 2016         | —                 | —                 |                   |
|       | 2     | 13      | 21 października 2016     | 3 lutego 2017            | —                 | —                 |                   |
|       | 3     | 13      | 13 października 2017     | 16 lutego 2018           | —                 | —                 |                   |
|       | 4     | 18      | 12 października 2018     | 5 kwietnia 2019          | —                 | —                 |                   |

## Produkcja
Pierwotnie pilotowy odcinek był tworzony dla stacji Showtime, która po tymże odcinku zrezygnowała z produkcji. 8 maja 2015 roku stacja The CW zamówiła serial na sezon telewizyjny 2015/16.
6 października 2015 roku stacja The CW ogłosiła zamówienie 5 dodatkowych odcinków. 11 marca 2016 roku stacja The CW ogłosiła przedłużenie serialu o 2. sezon. 8 stycznia 2017 roku stacja The CW ogłosiła oficjalnie przedłużenie serialu o trzeci sezon.
2 kwietnia 2018 roku, stacja The CW ogłosiła oficjalnie przedłużenie serialu o czwarty sezon, finałowy.